# Otter Creek (condado de Dunn, Wisconsin)
Otter Creek es un pueblo ubicado en el condado de Dunn en el estado estadounidense de Wisconsin. En el Censo de 2010 tenía una población de 501 habitantes y una densidad poblacional de 5,24 personas por km².

## Geografía
Otter Creek se encuentra ubicado en las coordenadas 45°5′10″N 91°50′46″O / 45.08611, -91.84611. Según la Oficina del Censo de los Estados Unidos, Otter Creek tiene una superficie total de 95.68 km², de la cual 95.27 km² corresponden a tierra firme y (0.43%) 0.41 km² es agua.

## Demografía
Según el censo de 2010, había 501 personas residiendo en Otter Creek. La densidad de población era de 5,24 hab./km². De los 501 habitantes, Otter Creek estaba compuesto por el 95.81% blancos, el 0% eran afroamericanos, el 0.6% eran amerindios, el 0.6% eran asiáticos, el 0% eran isleños del Pacífico, el 2.4% eran de otras razas y el 0.6% pertenecían a dos o más razas. Del total de la población el 3.39% eran hispanos o latinos de cualquier raza.